# Poměr obvodu pasu a boků

Měření poměru obvodu pasu a boků (WHR)

Poměr obvodu pasu a boků, anglicky waist–hip ratio nebo též waist-to-hip ratio (zkráceně: WHR) je poměr mezi obvodem pasu (anglicky waist) a obvodem boků (anglicky hips). Výpočet WHR se provádí takto:
{\displaystyle {\mbox{WHR}}={\frac {\mbox{obvod pasu}}{\mbox{obvod boku}}}}
Například osoba, která má obvod v pasu 64 cm a obvod 97 cm v bocích, má WHR rovno hodnotě 0,66.
Index WHR se využívá k měření a indikaci zdravotního stavu a rizik vývoje vážných zdravotních komplikací. WHR také koreluje s plodností (s rozdílnou optimální hodnotou pro muže a ženy).

## Měření

### Protokol WHO
S ohledem na protokol Světové zdravotnické organizace ze sběru příslušných dat by obvod pasu měl být měřen vprostřed mezi spodním okrajem posledního hmatatelného žebra a vrcholem kosti kyčelní, s využitím měřidla, které je odolné proti protahování, a pod tahem 100 g. Obvod boků by měl být měřen v místě, kde mají hýždě největší vyboulení, rovnoběžně k rovině podlahy. Při měření je třeba mít nohy těsně u sebe, paže rozpažené a váhu těla rovnoměrně rozloženou (a samozřejmě je také potřeba měřit se bez oblečení přímo na těle). Měřená osoba by také měla být odpočinutá, měří se při normálním výdechu, každé měření by mělo být alespoň dvakrát opakováno, a pokud se výsledky měření liší o méně než centimetr, uvažuje se při výpočtu průměrná hodnota (pro rozdíl vyšší než centimetr se měření musí opakovat).
Některé organizace využívají o trochu pozměněnou metodiku měření. Americký National Institutes of Health a the National Health and Nutrition Examination Survey využívá měření prováděné na vrcholu kosti kyčelní s měřidlem rovnoběžně k podlaze. Měření obvodu pasu se takto provádí u osoby v poloze ležmo. Podle posledních průzkumů však může být takto získaný WHR podhodnocen.

### Měření v praxi
V praxi prováděné měření se od doporučovaného postupu mírně odlišuje. Většinou se měří obvod pasu na nejtenčím místě břicha, často nad spodní částí břicha, a boky se měří na nejširší možné oblasti. Dále v případech, kdy je tvar pasu spíše konvexní než konkávní, jako například při těhotenství či obezitě, je obvod pasu měřen horizontálně jeden palec (2,54 cm) nad pupkem.

## Indikátor zdravotního stavu
WHR se využívá k měření a indikaci zdravotního stavu a rizik vývoje vážných zdravotních komplikací. Výzkumníci ukázali, že lidé, kteří mají tělo v charakteristickém „tvaru jablka“ (s větším množstvím hmoty okolo pasu), jsou vystaveni vyššímu zdravotnímu riziku než osoby s pasem ve „tvaru hrušky“, kteří mají více hmoty kolem boků.
WHR je využíván k měření obezity, která je sama významným indikátorem závažných zdravotních problémů. Světová zdravotnická organizace uvádí, že obezita začíná při WHR vyšším než 0,90 u mužů a 0,85 u žen nebo v při BMI indexu vyšším než 30. Americká organizace The National Institute of Diabetes, Digestive and Kidney Diseases (NIDDK) uvádí, že ženy s hodnotou WHR vyšší než 0,8 a muži s vyšší než 1,0 mají vyšší riziko zdravotních komplikací v důsledku nevhodného rozložení tuku v těle.
|               | DGSP      | DGSP      | WHO    | WHO    | NIDDK  | NIDDK  |
| Žena          | Muž       | Žena      | Muž    | Žena   | Muž    |        |
| ------------- | --------- | --------- | ------ | ------ | ------ | ------ |
| podváha       | ??        | ??        | ??     | ??     | ??     | ??     |
| normální váha | < 0,80    | < 0,90    | ??     | ??     | ??     | ??     |
| nadváha       | 0,80–0,84 | 0,90–0,99 | ??     | ??     | ??     | ??     |
| obezita       | > 0,85    | > 1,00    | > 0,85 | > 0,90 | > 0,80 | > 1,00 |

WHR se ukázal jako efektivnější predikátor mortality starších lidí (ve věku nad 75 let) než BMI nebo samotný obvod pasu. Pokud by byla obezita definovaná pomocí WHR namísto BMI, vzrostlo by procento lidí ohrožených srdečním selháním celosvětově třikrát. Další měřící metoda je procentuální hodnota tělního tuku, ta bývá považována za ještě přesnější míru relativní váhy (tuk vs funkční tkáň). Z uvedených tří měřících metod pouze WHR bere v úvahu rozdílnou tělesnou stavbu jedince. Je tedy například možné, že dvě ženy mohou mít odlišný BMI, ale stejný WHR, nebo také naopak.
WHR se ukázal jako lepší predikátor kardiovaskulárních onemocnění než samotný obvod pasu či BMI. Podle některých studií však dostačujícím indikátorem rizika kardiovaskulárních onemocnění je samotný obvod pasu, podle jiných studií pak dobrým indikátorem je míra tělesného tuku, podle jiných zase hypertenze a diabetes 2 typu.

### Stres
Byla prokázána souvislost mezi zvýšenou hladinou stresového hormonu kortizolu, jehož vylučování reguluje hypotalamo-hypofyzárně-nadledvinová osa, a větším obvodem pasu (a tedy i vyšší hodnotou WHR). Břišní tuk je markerem viscerálního tuku (který se ukládá mezi důležitými orgány v těle jako játra, slinivka či střeva) a má větší průtok krve a více receptorů na kortizol než jiná tuková tkáň. Čím větší je množství kortizolových receptorů v těle, tím je viscerální tuková tkáň citlivější na kortizol. Vyšší citlivost na kortizol vede ke stimulaci tukových buněk k dalšímu růstu. Ženy, které mají kombinaci normálního BMI, ale vyššího WHR, mají vyšší reaktivitu na kortizol a hůře si navykají na opakovaný stres, než ženy, které mají WHR v normě. To naznačuje, že vyšší WHR může ukazovat na disfunkci hypotalamo-hypofyzárně-nadledvinové osy a nadměrnou produkci kortizolu.

### Plodnost
Ukázalo se, že WHR 0,9 pro muže a 0,7 pro ženy silně koreluje se zdravím a plodností. Ženy s WHR kolem 0,7 mají optimální hladinu estrogenu a jsou méně náchylné k závažným onemocněním jako diabetes mellitus, kardiovaskulární poruchy a  rakovina vaječníků. Ženy s vysokým WHR (0,80 nebo vyšším) mají významně nižší četnost otěhotnění než ženy s nižšími hodnotami WHR (mezi 0,70 a 0,79), nezávisle na jejich BMI. U mužů s WHR kolem 0,9 se podobně ukázalo, že jsou zdravější, mají vyšší plodnost a je u nich méně rakoviny prostaty či varlat.
Menopauza znamená v důsledku změny tvorby hormonů v těle ženy také vzrůst WHR, nezávisle na růstu tělesné hotnosti. Menopauza tak představuje přirozenou změnu rozložení tuku v těle ženy.

### Kognitivní schopnosti
Při využití dat z amerického National Center for Health Statistics ukázal William Lassek a Steven Gaulin souvislost mezi výsledky kognitivních testů dětí a WHR jejich matek. Nejlepší výsledky byly u dětí, jejichž matky měly široké boky a nízkou hodnotu WHR, což tyto vědce vedlo k domněnce, že plody mají prospěch z tuku v bocích, který obsahuje polynenasycené mastné kyseliny s dlouhým řetězcem, které jsou důležité pro vývoj mozku plodu.